# 국내 전선

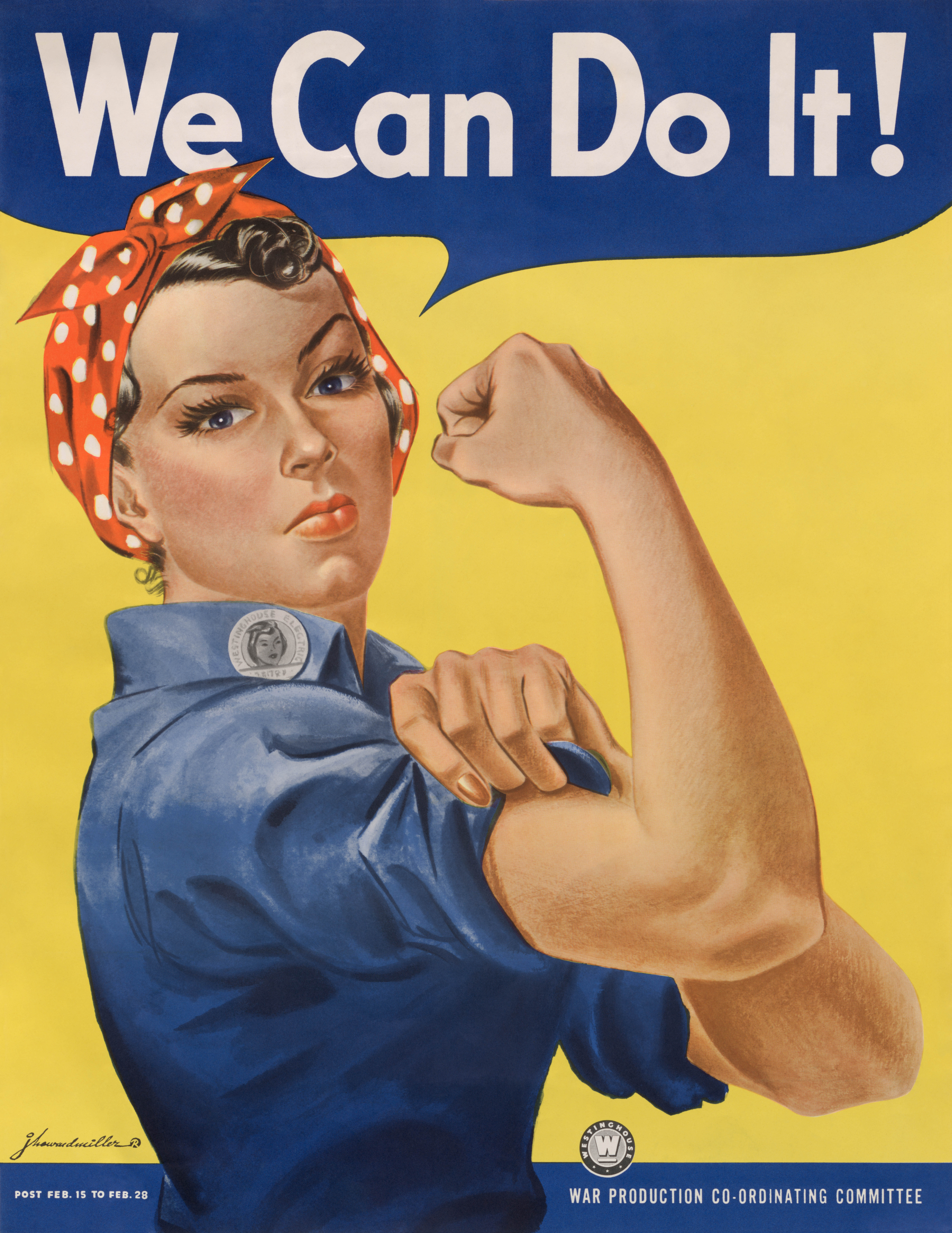
"We Can Do It!" 포스터는 제2차 세계 대전 중 제2차 세계 대전 기간 미국의 국내 전선에서 널리 퍼졌고, 1980년대에 인기를 얻었다. 오늘날 이 포스터는 실제로 리벳공 로지를 묘사하지는 않지만, 종종 그 문화적 상징과 연관된다.

국내 전선(Home front)은 전쟁 중인 국민의 민간인 인구를 군대에 대한 능동적인 지원 시스템으로 활용하는 체계를 일컫는다.
민간인은 전통적으로 적대 행위가 그들의 주택지에 도달하는 경우를 제외하고는 싸움에 참여하지 않는다. 그러나 현대전의 확장된 파괴 능력은 민간인 인구에 대한 직접적인 위협을 증가시켰다. 군사 기술의 급속한 발전과 함께 "군사 노력"이라는 용어는 무기를 생산하는 민간 부문의 능력과 직접 공격에 대한 취약성을 다루는 구조적 또는 정책적 변화를 모두 반영하여 "국내 전선"을 포함하도록 변화했다.
전투 병력에서 제조 시설로 이어지는 이러한 "군사 노력"의 연속성은 "총력전"의 개념에 심오한 영향을 미친다. 이러한 논리에 따르면, 물자를 생산하는 공장과 노동자가 전쟁 노력의 일부라면, 그들은 보호받는 비전투원이 아니라 공격의 합법적인 표적이 된다. 따라서 실제로 분쟁의 양측은 민간인과 민간 기반 시설을 공격하며, 이는 전쟁에서 합법적이고 적법한 표적이라는 이해를 바탕으로 한다. 민간인 표적에 대한 이러한 군사적 관점은 인도에 반한 죄의 기소의 기반이 되는 적용된 법적 원칙의 형평성에 영향을 미친다.
전쟁에서의 민간인 참여 개념은 또한 국가에 대한 이념적 태도의 일반적인 발전 및 변화와 관련하여 발전했다. 봉건 사회와 전제군주제에서도 국가는 본질적으로 군주와 귀족에게 속하며 수동적인 일반 대중을 다스리는 것으로 인식되었다. 전쟁은 라이벌 통치자들 사이의 경쟁으로 인식되었으며, 일반 대중의 "머리 위에서" 수행되었고, 일반 대중은 승자에게 복종할 것으로 예상되었다. 그러나 그럼에도 불구하고, 봉건 사회에서 영지와 국가의 수입, 그리고 따라서 군주와 귀족의 부와 권력은 토지를 경작할 수 있는 일반 대중의 수에 비례했다. 슈보시라고 알려진 전술로 귀족의 농노를 죽이고, 테러하고, 재산을 파괴하고, 쫓아냄으로써 공격자는 상대방의 힘을 약화시키거나 상대방에게 싸움을 강요할 수 있기를 바랐다.
대조적으로, 프랑스 혁명 이래로 국가는 점점 더 "인민"에게 속하는 것으로 인식되었으며, 이는 민주주의, 공산주의, 파시즘이 다른 형태로 공유하는 인식이다. 논리적인 결론은 전쟁이 모든 사람의 일이 되었으며, 군대에 편입되지 않은 사람들도 여전히 "자신의 역할"을 다하고 "국내 전선에서 싸워야" 한다는 것이었다.

## 역사
한 국가의 전쟁 수행 능력에서 민간 제조 및 지원 서비스의 중요성은 프랑스 혁명 전쟁과 나폴레옹 전쟁의 25년 동안 처음으로 분명해졌는데, 이때 그레이트브리튼 아일랜드 연합왕국은 프랑스에 반대하는 다양한 연합군에게 자금을 지원하고, 더 적은 범위에서 무기와 보급품을 제공할 수 있었다. 영국은 프랑스보다 훨씬 작은 인구를 가졌지만, 세계 해상 무역과 산업 혁명 초기 산업화 덕분에 경제 규모가 프랑스보다 훨씬 컸고, 이는 영국이 프랑스의 인력 우위를 상쇄할 수 있게 했다.
남북 전쟁 동안, 북부 공장과 농업의 능력은 양측 장군들의 기술만큼이나 전쟁 승리에 결정적인 역할을 했다.

### 제1차 세계 대전
제1차 세계 대전 동안, 영국의 1915년 포탄 위기와 데이비드 로이드 조지의 군수장관 임명은 연합군이 서부 전선에서 승리하려면 경제 전체가 전쟁에 맞춰져야 한다는 인식이었다. 제1차 세계 대전 기간 미국의 국내 전선은 제2차 세계 대전의 첫 번째 단계였다.

### 제2차 세계 대전

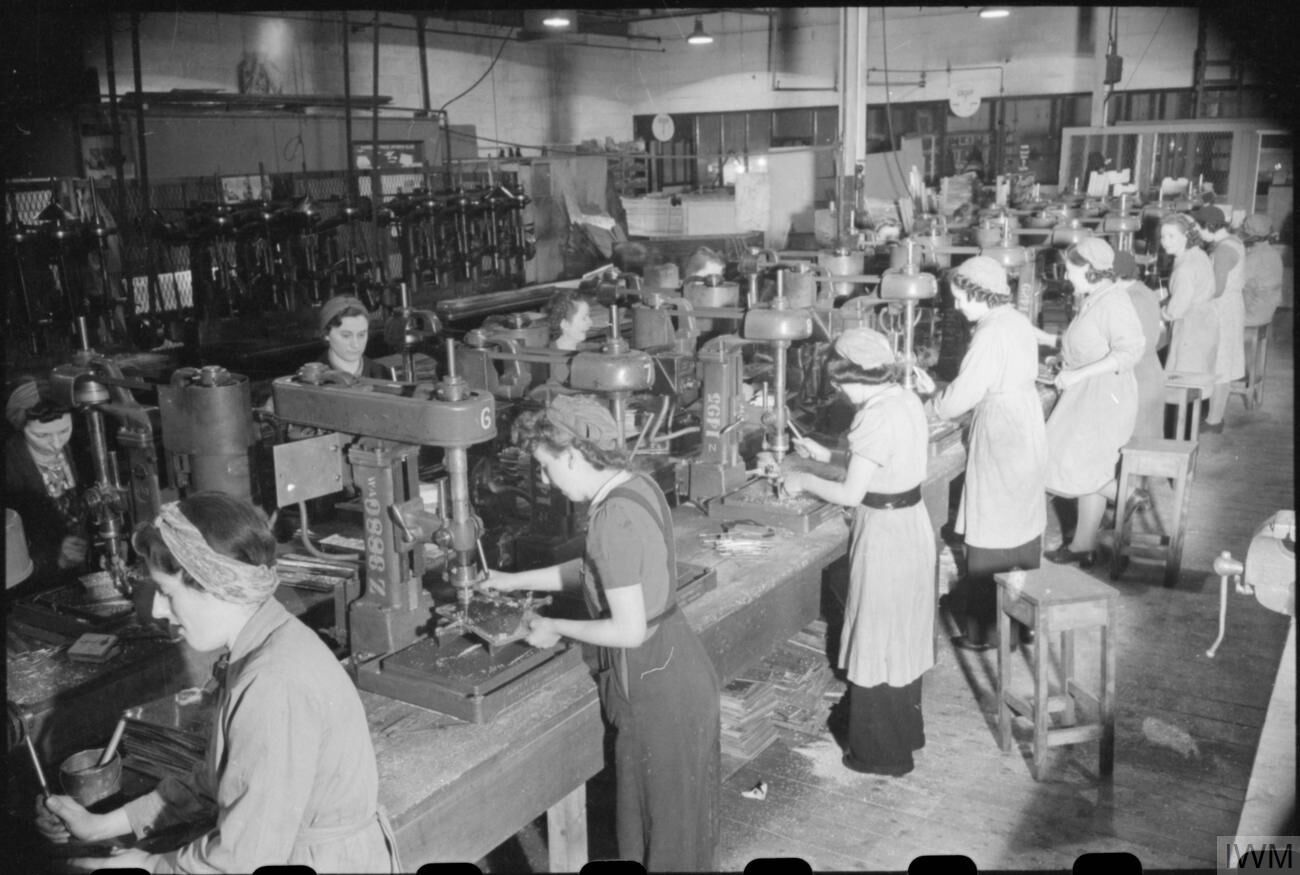
런던 크리클우드의 핸들리 페이지 항공기 공장 기계 공장에서 일하는 여성들 (1942년).

제2차 세계 대전에서 연합군 승리의 한 가지 요인은 연합국이 전쟁 수행에 필요한 무기와 물품을 생산하기 위해 민간 산업과 국내 인구를 성공적이고 효율적으로 동원할 수 있었다는 점이다. 대조적으로, 나치 독일의 경제 자원 동원은 너무 비효율적이어서 독일 경제에 대한 일부 초기 역사가들은 나치 지도부가 전쟁 말기까지 군사 생산보다 민간 생산을 선호하는 의도적인 정책을 가지고 있었음에 틀림없다고 결론지었다. 반면에 영국은 이미 1940년까지 총력전을 위한 동원을 달성하여 무기, 특히 중폭격기의 생산량을 엄청나게 늘렸다. 이러한 관점은 예를 들어 존 케네스 갤브레이스가 1945년 포춘 잡지에서 "독일은 전쟁에서 결코 져서는 안 되는 ... 단순한 사실이다"라고 일찍이 제시했다. 아담 투즈에 따르면 이 관점은 알베르트 슈페어와 SS 경제 지도자 Hans Kehrl의 전후 보고서에 영향을 받았으며, 이 보고서는 자신의 이해관계에서 자유롭지 않았다. 투즈의 대안적 관점은 독일이 매우 동원되었음에도 불구하고 - 예를 들어 1939년 독일의 여성 동원 정도는 영국이 전쟁 내내 달성했던 것보다 이미 높았다 -, 독일 경제는 전쟁 상대국들의 경제에 비해 단순히 충분히 강하지 않았다는 것이다. 특히 미국으로부터 오는 계속 증가하는 지원과 관련하여 그러했다. 여성 노동 외에 노예 노동과 외국인 노동은 이것을 바꿀 수 없었다. 히틀러는 이러한 독일의 약점을 일찍이 알고 있었다. 그러나 그는 일련의 전격전을 통해 상황을 독일에게 유리하게 충분히 일찍 바꿀 수 있기를 바랐다. 이는 러시아에서의 군사적 패배와 미국이 영국에 제공하는 지속적인 지원으로 인해 실패했다.
소련에 대한 나치 침공 동안, 소련 병사들과 민간인들은 산업 시설을 진격하는 독일군으로부터 멀리 떨어진 곳으로 옮기고(때로는 전체 공장을 해체하고 재조립하면서) 엄청난 수의 T-34 전차, 일류신 Il-2 공격기 및 기타 무기를 생산하기 시작했다.

## 같이 보기
- 도시 공습
- 제1차 세계 대전 당시 영국의 국내 전선
- 민방위
- 아메리카 연합국, 1861-65년
- 제1차 세계 대전 기간 프랑스의 역사
- 제1차 세계 대전 당시 독일의 역사
- 제1차 세계 대전 중 국내 전선, 관련된 모든 주요 국가들을 다룸
- 제2차 세계 대전 기간 국내 전선, 수많은 국가들을 다룸
- 연방 (남북 전쟁), 미국 1861-1865년
- 제1차 세계 대전 기간 영국의 역사
- 제1차 세계 대전 기간 미국의 국내 전선
- 제2차 세계 대전 기간 미국의 국내 전선

## 내용주
1. ↑  Adam Tooze, Wages of Destruction: The Making and Breaking of the Nazi Economy, 2006, picket 2007, pp. 429seq.